# سیارک ۱۲۷۵۱
سیارک ۱۲۷۵۱ (به انگلیسی: 12751 Kamihayashi، نامگذاری:1993EU) دوازده هزار و هفتصد و پنجاه و یکمین سیارک کشف شده‌است که در ۱۵ مارس ۱۹۹۳ کشف شد.